# 아르투르 지 모라
아르투르 지 모라(포르투갈어: Arthur de Moura, 2000년 8월 22일 )는 브라질의 축구 선수이다.

## 참고 문헌
- “아르투르 지 모라”. 《화성 FC》. 화성에프씨.